# Diapetimorpha albituberculata
Diapetimorpha albituberculata là một loài tò vò trong họ Ichneumonidae.